# La Pipa de la Paz
La Pipa de la Paz é o terceiro álbum de estúdio da banda colombiana Aterciopelados que foi lançado em 14 de Janeiro de 1997 pela gravadora Ariola. 

## Alinhamento de faixas
| N.º            | Título                | Duração |  |
| 1.             | "Cosite seria"        | 3:27    |  |
| 2.             | "No necessito"        | 3:43    |  |
| 3.             | "Quemarropa"          | 3:23    |  |
| 4.             | "Nada que ver"        | 3:19    |  |
| 5.             | "La culpable"         | 3:20    |  |
| 6.             | "Expresso amazonia"   | 3:46    |  |
| 7.             | "Miss panela"         | 3:44    |  |
| 8.             | "Música"              | 3:29    |  |
| 9.             | "Buena Estrella"      | 3:25    |  |
| 10.            | "Baracutana"          | 2:32    |  |
| 11.            | "Patónico"            | 3:34    |  |
| 12.            | "La voz de la Patria" | 3:48    |  |
| 13.            | "Chica Difícil"       | 2:23    |  |
| 14.            | "Te juro que no"      | 3:28    |  |
| 15.            | "La pipa de la paz"   | 4:36    |  |
| Duração total: | Duração total:        | 49:06   |  |

## Indicações
Grammy Award (1997)
- Indicado nas categorias de Melhor Álbum Latino e Melhor Performance. [3]